# Mattia Vitale
Mattia Vitale (Bologna, 1 oktober 1997) is een Italiaans voetballer die doorgaans als centrale middenvelder speelt. Hij verruilde Juventus in januari 2018 voor SPAL, dat hem in het voorgaande halfjaar al huurde.

## Clubcarrière
Vitale is afkomstig uit de jeugdacademie van Juventus. Op 11 januari 2015 zat hij voor het eerst op de bank onder trainer Massimiliano Allegri in de competitiewedstrijd tegen SSC Napoli. Op 11 april 2015 debuteerde de middenvelder in de Serie A. Juventus verloor met 1–0 in het Stadio Ennio Tardini. José Mauri maakte het enige doelpunt van de wedstrijd. Vitale mocht na 80 minuten invallen voor Kingsley Coman.

## Interlandcarrière
Vitale speelde in diverse Italiaanse nationale jeugdelftallen. In 2014 debuteerde hij voor Italië –18.